# Pedro Saglimbeni Muñoz
Pedro Saglimbeni Muñoz es un violista venezolano actualmente radicado en Portugal.

## Biografía
Nació en Barquisimeto (Estado Lara), realizó sus estudios musicales en el Conservatorio de la Orquesta Nacional Juvenil de su país con José Francisco del Castillo y los continuó en Alemania con Rony Rogoff y en la European Mozart Academy de Cracovia (Polonia), donde estudió viola con Nobuko Imai, Serge Collot y Thomas Riebl. Estudió también con Gérard Caussé y se licenció en música en la Escola Superior de Música de Lisboa (ESML).
Realizó recitales en Argentina, Chile, Colombia, Costa Rica, Estados Unidos, España, Francia, Italia, Alemania, Noruega, Bélgica, Polonia, Hungría, República Checa y Portugal. Fue primer viola de las orquestas Sinfónica del Estado Lara (Venezuela), Filarmónica Rhodanien (Francia, 1994 y 1995), European Mozart Academy Orchestra, Orquestra do Norte. Actuó como solista junto a importantes orquestas como la Sinfónica Municipal de Caracas, Sinfónica de Maracaibo, Sinfónica de Colombia, la Nacional de Oporto.
En 1996 se estableció en Portugal, donde continuó su carrera. Fue elegido para el estreno en Portugal de la Suite “Angkor” del compositor António Chagas Rosa, ganó el primer premio del concurso de cuerdas “Júlio Cardona” (Covilhã, 1999), grabó uno de los dúos de violín y viola de Wolfgang Amadeus Mozart, fue profesor de viola en la Fundação Musical dos Amigos das Crianças y en la Escola Superior de Música de Lisboa y se convirtió en primer viola de la Orquestra Sinfónica Portuguesa. Fue invitado a actuar como solista por la Orquesta Gulbenkian durante la temporada de conciertos 2005-2006.